# Ringer-Juniorenweltmeisterschaften 2011
Die Ringer-Juniorenweltmeisterschaften 2011 fanden Ende Juli 2011 in Bukarest, Rumänien statt.

## Junioren, griechisch-römisch

### Ergebnisse
| Klasse  | Gold                 | Silber                  | Bronze                                |
| ------- | -------------------- | ----------------------- | ------------------------------------- |
| -50 kg  | Wilajat Gahramanli   | Tschanserik Sarsenbajew | Rudik Mkrtschjan Tolgahan Karatas     |
| -55 kg  | Narek Chatschatarjan | Saman Abdoulvali        | Elmurat Tasmuradow Eldanis Asisli     |
| -60 kg  | Bobir Sajlobidinow   | Dawid Karecinski        | Mohammad Nourbachsch Kemal Charabadse |
| -66 kg  | Tschingis Labasanow  | Ion Luchita             | Ellis Coleman Rasul Tschunajew        |
| -74 kg  | Rafik Maukjan        | Surab Datunaschwili     | Michail Kornilow Arkadiusz Kulynycz   |
| -84 kg  | Rewas Nadareischwili | Schan Belenjuk          | Aslan Atem Stanislaw Kanew            |
| -96 kg  | Islam Magomedow      | Sandro Dichaminjia      | Metehan Başar Di Xiao                 |
| -120 kg | Schota Gogiswanidse  | Babak Dezhbani          | Ihor Didyk Kiril Gryschtschenko       |

### Medaillenspiegel
| Rang | Land                | Gold | Silber | Bronze |
| ---- | ------------------- | ---- | ------ | ------ |
| 1    | Georgien            | 2    | 2      | 1      |
| 2    | Russland            | 2    | 0      | 1      |
|      | Armenien            | 2    | 0      | 1      |
| 4    | Aserbaidschan       | 1    | 0      | 2      |
| 5    | Usbekistan          | 1    | 0      | 1      |
| 6    | Iran                | 1    | 0      | 2      |
| 7    | Ukraine             | 0    | 0      | 1      |
|      | Polen               | 0    | 1      | 1      |
| 9    | Kasachstan          | 0    | 1      | 0      |
|      | Moldau              | 0    | 1      | 0      |
| 11   | Türkei              | 0    | 0      | 3      |
| 12   | Vereinigte Staaten  | 0    | 0      | 1      |
|      | Belarus             | 0    | 0      | 1      |
|      | Bulgarien           | 0    | 0      | 1      |
|      | Volksrepublik China | 0    | 0      | 1      |

## Junioren, freier Stil

### Ergebnisse
| Klasse  | Gold                        | Silber                   | Bronze                                    |
| ------- | --------------------------- | ------------------------ | ----------------------------------------- |
| -50 kg  | Magomed Magomedalijew       | Georgi Wangelow          | Anatoli Burujan Nursultan Naisabekow      |
| -55 kg  | Wladimer Chintschegaschwili | Rasul Kalijew            | Witali Hurskyy Arash Dangesaraki          |
| -60 kg  | Toğrul Əsgərov              | Logan Stieber            | Maxim Perpeliță Ömer Uzan                 |
| -66 kg  | Chetik Zabolow              | Ibrahim Nasiriaffrachali | Dawit Galegasschwili Parveen Rana         |
| -74 kg  | Tamerlan Achmedow           | Abdulkadir Ozmen         | Miroslav Kirow Ibrahim Jusubow            |
| -84 kg  | Dato Marsagischwili         | Georgi Rubajew           | Timofei Xenidis Islam Asisow              |
| -96 kg  | Hamed Talebizarrinkamar     | Mamuka Kordsaia          | Aslanbek Alborov Magomedgadschi Nurasulow |
| -120 kg | Jaber Sadeghzadehnoukoulaei | Tedore Ebanoidse         | Hamza Ozkaradenis Muradin Kuschchow       |

### Medaillenspiegel
| Rang | Land               | Gold | Silber | Bronze |
| ---- | ------------------ | ---- | ------ | ------ |
| 1    | Russland           | 3    | 1      | 1      |
| 2    | Georgien           | 2    | 2      | 1      |
| 3    | Iran               | 2    | 1      | 1      |
| 4    | Aserbaidschan      | 1    | 0      | 2      |
| 5    | Türkei             | 0    | 1      | 2      |
|      | Kasachstan         | 0    | 1      | 2      |
| 7    | Bulgarien          | 0    | 1      | 1      |
| 8    | Vereinigte Staaten | 0    | 1      | 0      |
| 9    | Moldau             | 0    | 0      | 2      |
|      | Ukraine            | 0    | 0      | 2      |
| 11   | Indien             | 0    | 0      | 1      |
|      | Griechenland       | 0    | 0      | 1      |

## Juniorinnen, freier Stil

### Ergebnisse
| Klasse | Gold               | Silber             | Bronze                                     |
| ------ | ------------------ | ------------------ | ------------------------------------------ |
| -44 kg | Nadeschda Fedorowa | Thi Duyen Pham     | Erin Golston Phogat Ritu                   |
| -48 kg | Mika Naganuma      | Tatjana Samkowa    | Emilia Vuc Nina Hemmer                     |
| -51 kg | Mareka Shidochi    | Stalwira Orschusch | Ilona Omilusik Luisa Valverdes Melendre    |
| -55 kg | Kanako Murata      | Helen Maroulis     | Maria Prevolaraki Gui Liu                  |
| -59 kg | Yurika Itō         | Mariana Esanu      | Walerija Scholobowa Battsetseg Baatarzorig |
| -63 kg | Tajbe Jusein       | Aline Focken       | Anastassia Hutschok Alli Ragan             |
| -67 kg | Sara Doshō         | Adeline Gray       | Rongrong Tao Alina Stadnyk-Machynja        |
| -72 kg | Natalja Worobjewa  | Cynthia Vescan     | Elmira Sysdykowa Feng Zhou                 |

### Medaillenspiegel
| Rang | Land                | Gold | Silber | Bronze |
| ---- | ------------------- | ---- | ------ | ------ |
| 1    | Japan               | 5    | 0      | 0      |
| 2    | Russland            | 2    | 2      | 1      |
| 3    | Bulgarien           | 1    | 0      | 0      |
| 4    | Vereinigte Staaten  | 0    | 2      | 2      |
| 5    | Deutschland         | 0    | 1      | 1      |
| 6    | Vietnam             | 0    | 1      | 0      |
|      | Moldau              | 0    | 1      | 0      |
|      | Frankreich          | 0    | 1      | 0      |
| 9    | Volksrepublik China | 0    | 0      | 3      |
| 10   | Ukraine             | 0    | 0      | 1      |
|      | Ecuador             | 0    | 0      | 1      |
|      | Belarus             | 0    | 0      | 1      |
|      | Rumänien            | 0    | 0      | 1      |
|      | Polen               | 0    | 0      | 1      |
|      | Griechenland        | 0    | 0      | 1      |
|      | Kasachstan          | 0    | 0      | 1      |
|      | Mongolei            | 0    | 0      | 1      |
|      | Indien              | 0    | 0      | 1      |